# Estrella electrodébil
Una estrella electrodébil es un tipo teórico de estrella exótica, mediante el cual el colapso gravitacional de la estrella se evita mediante la presión de radiación resultante de la combustión electrodébil, es decir, la energía liberada por la conversión de cuarks en leptones a través de la fuerza electrodébil. Este proceso ocurre en un volumen en el núcleo de la estrella aproximadamente del tamaño de una manzana, que contiene aproximadamente dos masas terrestres y alcanza temperaturas del orden de 1015 K.

## Formación
Se teoriza que la etapa de la vida de una estrella que produce una estrella electrodébil ocurre después del colapso de una supernova. Las estrellas electrodébiles son más densas que las estrellas de cuarks y pueden formarse cuando la presión de degeneración de los cuarks ya no es capaz de resistir la atracción gravitacional, pero aún puede resistir la presión de radiación de combustión electrodébil. Esta fase de la vida de una estrella puede durar más de 10 millones de años.
La producción de energía de una estrella electrodébil está limitada por la tasa de suministro de cuarks, que viene dictada por el colapso gravitacional. Cada interacción convierte nueve cuarks en tres antileptones, lo que viola la conservación del número de bariones y leptones al tiempo que conserva B − L, generando alrededor de 300 GeV por interacción. La energía se difunde fuera de la estrella como una mezcla de neutrinos y fotones. Las estrellas electrodébiles podrían identificarse mediante el mismo número de neutrinos emitidos de las tres generaciones, teniendo en cuenta la oscilación de neutrinos.